# Lorenzo Costa le Jeune
Pour les articles homonymes, voir Lorenzo Costa, Costa et Costa (famille).
Lorenzo Costa le Jeune, Lorenzo Costa il Giovane (Mantoue,  1537 - Mantoue, 1583) est un peintre italien maniériste de la Renaissance tardive.

## Biographie
Lorenzo Costa le Jeune est le fils de Ippolito Costa, lui-même celui de Lorenzo Costa le Vieux, Lorenzo Costa il Vecchio.
Il a participé à la décoration du Palazzo Belvedere di Roma et à une partie des fresques du Palazzo Ducale (Mantoue).
Pietro Facchetti fut son élève avant qu'il ne partît pour Rome en 1580.

## Œuvres
- Costruzione delle mura di cinta di une città, dessin préparatoire, cabinet des dessins et estampes, Galerie des Offices, Florence.
- Convitto della Maga Monto, ibid[1].
- Battesimo di Costantino, Basilica Palatina di Santa Barbara, Mantoue (1572)
- Martirio di San Adriano, Basilica Palatina di Santa Barbara, Mantoue (1572)
- Diana sul carro trainato da cani, volta della sala dello Zodiaco ; Palazzo Ducale, Mantoue (1579)